# Jean Calas
Jean Calas, född 19 mars 1698 i Lacabarède, död 10 mars 1762 i Toulouse, var en köpman i den franska staden Toulouse som blev berömd på grund av den partiska rättegång som han som protestant fick genomgå i sin tids katolska Frankrike. Han har blivit en symbol för kristen religiös intolerans i sitt hemland, tillsammans med Jean-François de la Barre och Pierre-Paul Sirven.
Calas och hans hustru var bägge protestanter. Den förföljelse av protestanter som Ludvig XIV initierat hade i stort ebbat ut, men protestanter var inte mycket mer än tolererade. År 1756 konverterade Louis, en av Calas söner, till katolicismen. Den 13 eller 14 oktober 1761 påträffades Marc-Antoine, en annan av sönerna, död på bottenvåningen i familjens hus. Ryktet sade att Jean Calas dödat sin son eftersom även han planerade att konvertera till katolicismen. När familjen förhördes låtsades de först att sonen hade dödats av en inbrottstjuv. Senare ändrade de sin berättelse till att de hittat Marc-Antoine hängd. Eftersom självmord betraktades som ett skändligt brott och självmördares kroppar betraktades som vanhelgade hade de försökt få sonens självmord att se ut som mord.
Den 9 mars 1762 dömdes Jean Calas av en domstol i Toulouse av typen parlement, till döden genom rådbråkning. Dagen efter dog Calas på hjulet, fortfarande bedyrande sin oskuld, och hela familjens egendom konfiskerades av staten. Voltaire kontaktades om fallet, och denne misstänkte först att Calas verkligen var en antikatolsk fanatiker. Sedan ändrade han sig, och drev en kampanj för att få domen över Calas återkallad. Den 9 mars 1765 blev Calas funnen inte skyldig till mordet, domen upphävdes dock aldrig formellt, och någon skadeersättning fick familjen aldrig, utan de fick nöja sig med en "nådegåva" ur kungens handkassa.